# CTCSS
CTCSS (Continuous Tone-Coded Squelch System of Continuous Tone Coded Subaudio Squelch) is een systeem van ruisonderdrukking bij radioverbindingen. Dit systeem maakt het mogelijk een radiokanaal met meerdere gebruikers te delen, en minimale storing van elkaar te ondervinden. CTCSS wordt vooral gebruikt bij VHF- en UHF-communicatie bij hulpdiensten en in militaire communicatie, maar ook bij zendamateurs en gebruikers van PMR446.

## Werking
Op het audiosignaal wordt een constante subaudio-toon gesuperponeerd. Deze is, althans na filtering in de ontvanger, voor de gebruikers onhoorbaar, maar activeert een elektronisch circuit in de ontvanger dat is afgestemd op dezelfde toon. Dit circuit werkt als een squelch, dat wil zeggen een schakelaar die de luidspreker van de ontvanger inschakelt wanneer een signaal wordt ontvangen dat als een voor de ontvanger bedoeld signaal wordt herkend. Door te kiezen uit een reeks van enkele tientallen verschillende frequenties, kunnen evenzoveel gebruikers gebruikmaken van hetzelfde kanaal zonder dat ze elkaar horen. Dat laatste gaat alleen op wanneer ze niet gelijktijdig het kanaal willen gebruiken en op korte afstand van elkaar zitten.

## Synoniemen voor CTCSS
Diverse fabrikanten hebben hun systeem een andere naam gegeven. Hieronder staan de bekendste namen:
- Channel Guard (CG) - (General Electric);
- Private Line (PL) - (Motorola);
- Interference Eliminator Code - (Motorola, 2006);
- Quiet Channel (QC) - (RCA);
- Pilot tone
- Toonsquelch (TQ)

## Lijst van veelgebruikte CTCSS-frequenties
CTCSS-tonen zijn door de EIA/TIA gestandaardiseerd. De volledige lijst van deze tonen is in de standaard RS-220 vastgelegd. Sommige systemen gebruiken andere, niet-standaard tonen. NAVO telecommunicatieapparatuur gebruikt  150.0 Hz als CTCSS-frequentie. Om storing van het lichtnet te vermijden, worden sommige frequenties in bepaalde gebieden niet gebruikt, bijvoorbeeld 100.0 Hz in Europa.  Onderstaande lijst bevat de meest gebruikte tonen.
| NS1 | PL   | Hz     |
| --- | ---- | ------ |
| 1   | XZ   | 67.0   |
|     | WZ   | 2 69.3 |
| 2   | XA   | 71.9   |
| 3   | WA   | 74.4   |
| 4   | XB   | 77.0   |
| 5   | WB 3 | 79.7   |
| 6   | YZ   | 82.5   |
| 7   | YA   | 85.4   |
| 8   | YB   | 88.5   |
| 9   | ZZ   | 91.5   |
| 10  | ZA   | 94.8   |
| 11  | ZB   | 4 97.4 |

| NS1   | PL   | Hz    |
| ----- | ---- | ----- |
| 12    | 1Z   | 100.0 |
| 13    | 1A   | 103.5 |
| 14    | 1B   | 107.2 |
| 15    | 2Z   | 110.9 |
| 16    | 2A   | 114.8 |
| 17    | 2B   | 118.8 |
| 18    | 3Z   | 123.0 |
| 19    | 3A   | 127.3 |
| 20    | 3B   | 131.8 |
| 21    | 4Z   | 136.5 |
| 22    | 4A   | 141.3 |
| 23    | 4B   | 146.2 |
| NATO7 |      | 150.0 |
| 24    | 5Z   | 151.4 |
| 25    | 5A   | 156.7 |
| 26    | 5B   | 162.2 |
| 27    | 6Z   | 167.9 |
| 28    | 6A   | 173.8 |
| 29    | 6B   | 179.9 |
| 30    | 7Z   | 186.2 |
| 31    | 7A   | 192.8 |
|       |      | 199.5 |
|       | 8Z 5 | 206.5 |
|       | 6    | 213.8 |
|       | 6    | 221.3 |
|       | 9Z 5 | 229.1 |
|       | 6    | 237.1 |
|       | 6    | 245.5 |
|       | 0Z 5 | 254.1 |

| NS1 | PL | Hz    |
| --- | -- | ----- |
|     |    | 159.8 |
|     |    | 165.5 |
|     |    | 171.3 |
|     |    | 177.3 |
|     |    | 183.5 |
|     |    | 189.9 |
|     |    | 196.6 |
| 32  | M1 | 203.5 |
| 33  | M2 | 210.7 |
| 34  | M3 | 218.1 |
| 35  | M4 | 225.7 |
| 36  | M5 | 233.6 |
| 37  | M6 | 241.8 |
| 38  | M7 | 250.3 |

| 1 Niet-standaard numerieke codes. |
| 2 Sommige apparaten gebruiken 69.4 Hz, dat beter in de harmonische reeks past. |
| 3 Ook bekend onder de code SP. |
| 4 Een gemiddelde van de tonen ZA and 1Z, gebruikt om het gat tussen de laagste en de middelste toonreeks te vullen. 98.1 Hz zou volgen op toon ZA, en de toon voor 1Z zou 96.6 Hz zijn, op voorwaarde dat dezelfde harmonische reeks wordt gebruikt. |
| 5 De 8Z, 9Z en 0Z ("zero-Z") tonen worden vaak niet gebruikt in apparatuur die is uitgerust met de M1-M7 toonreeks. |
| 6 Voor zover bekend niet in gebruik, maar ingevoegd om de 9Z en 0Z tonen op de juiste plaats in de harmonische reeks te plaatsen. |
| 7 Veel NAVO (militaire) apparatuur heeft een 150.0 Hz toon. Voorbeelden zijn : AN/PRC-68, AN/PRC-117F, AN/PRC-77, AN/PRC-113, AN/PRC-137, AN/PRC-139, AN/PRC-152, AN/PRC-119, AN/VRC-12, AN/PSC-5.                                                   |